# Longueil-Sainte-Marie
Longueil-Sainte-Marie är en kommun i departementet Oise i regionen Hauts-de-France i norra Frankrike. Kommunen ligger i kantonen Estrées-Saint-Denis som tillhör arrondissementet Compiègne. År 2022 hade Longueil-Sainte-Marie 1 952 invånare.

## Befolkningsutveckling
Antalet invånare i kommunen Longueil-Sainte-Marie
| Referens: INSEE |